# Ulrich Woronowicz
Ulrich Woronowicz (* 26. Januar 1928 in Schimonken (1938–1945 Schmidtsdorf, heute polnisch: Szymonka) im Kreis Sensburg/Südostpreußen; † 7. Dezember 2011) war ein deutscher evangelischer Theologe, Buchautor und Liedtexter.

## Biografie
Woronowicz wuchs als Sohn des Karl Woronowicz, Pfarrer der Bekennenden Kirche auf. In Stallupönen (1938–1946 Ebenrode, heute russisch: Nesterow) besuchte er ab 1935 die Volksschule und das Gymnasium. 1944 war er Marinehelfer in Memel und Swinemünde. 1946 legte er sein Abitur in Rendsburg ab. 
Bis 1951 studierte Woronowicz evangelische Theologie in Rostock und Berlin. Ab 1952 arbeitete er als Pfarrer, zunächst in Buchholz bei Pritzwalk und ab 1964 an der Marienkirche Berlin, danach als Pastor in Wittenberge. Im Mai 1969 promovierte er an der Martin-Luther-Universität Halle-Wittenberg in Halle mit dem Thema „Funktion des Schlagers“ in Gesellschaft und Kirche zum Doktor der Theologie. Von 1983 bis 1993 war Woronowicz Superintendent des Kirchenkreises Havelberg/Wilsnack.

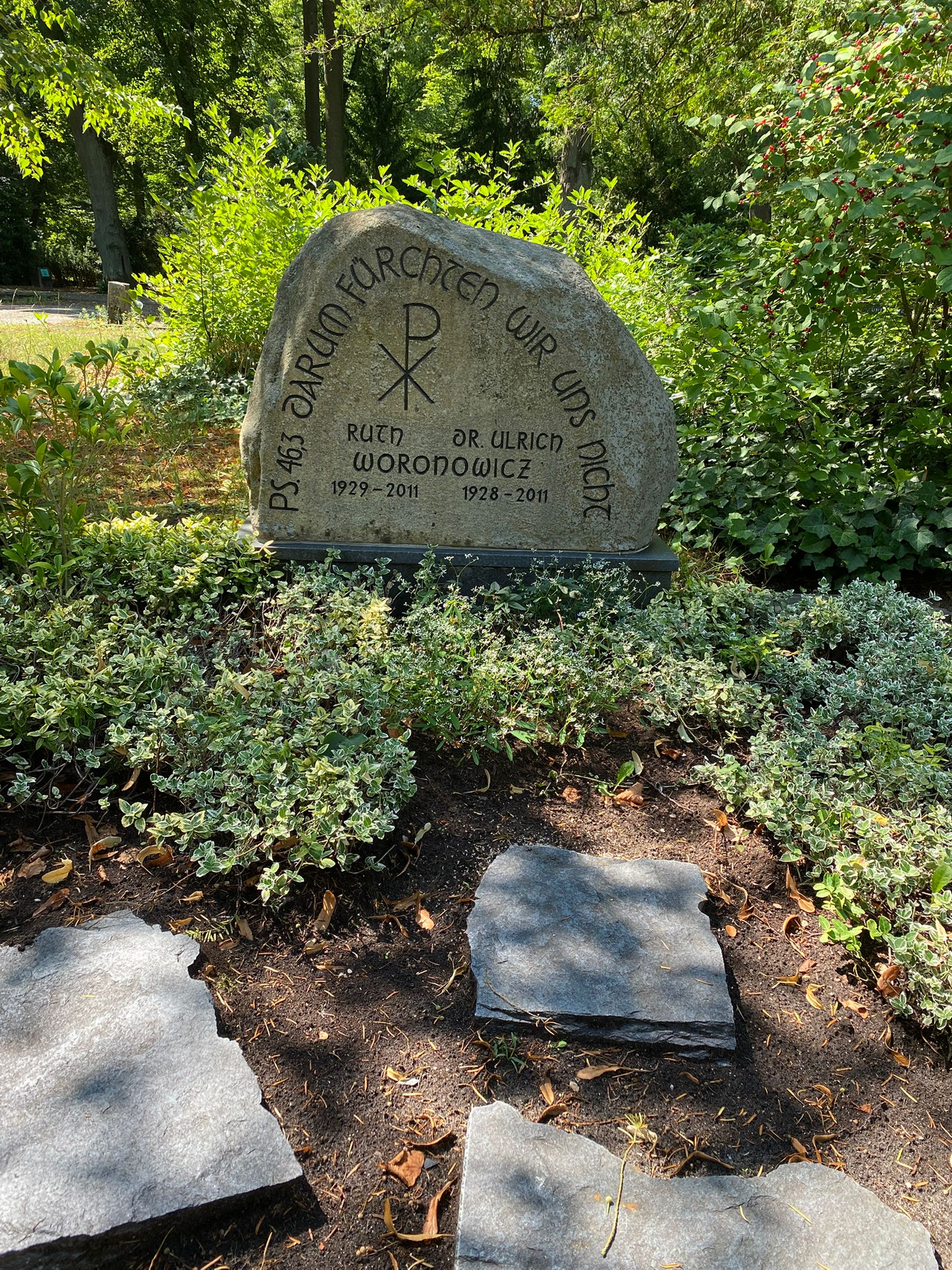
Grabstätte In den Kisseln

Schon als Student beteiligte sich Woronowicz als LDP-Vertreter an der studentischen Opposition gegen staatliche Eingriffe. Während seiner Tätigkeit als Theologe in der DDR wandte er sich gegen die staatlicherseits betriebene Aushöhlung der kirchlichen Rechtsposition und die dadurch eingeschränkten kirchlichen Kritikmöglichkeiten. In einem Vortrag warnte er 1973 die Kirche vor einer „Unterordnung unter die vorgegebenen Verhältnisse“ und der Annahme, die DDR-Realitäten hätten Ewigkeitsanspruch. Stattdessen forderte er von der Kirche den Mut, die bestehende Gesellschaft zu verändern. Ferner trat er aktiv für Menschenrechtsfragen ein. Woronowicz wurde von der Stasi überwacht, die auch ab 1964 seinen Zuzug nach Berlin sowie seine Habilitation verhinderte. 1983 veröffentlichte er das Samizdat-Manifest „Der Marxismus als Heilslehre“. In den 70er- und 80er-Jahren schrieb er auch gesellschaftskritische Liedtexte. 2014 wurde zum Andenken an ihn das Musikstück  „Wo........ (The White Raven)“ für 10-saitige Gitarre komponiert.
Nach seiner Pensionierung 1993 lebte Woronowicz als Theologe, Kirchenrechtler und Religionsphilosoph in Berlin. Seine letzte Ruhestätte fand er auf dem Friedhof In den Kisseln.

## Werke (Auswahl)
- Die Funktion des Schlagers in der Gesellschaft und seine Bedeutung für das Menschenbild in der christlichen Verkündigung. Halle 1969
- Variable Wertesysteme als Basis zwischenmenschlicher Beziehungen, Verlag Heinz-Gerhard Greve Wiesbaden, 1985. ISBN 3-925259-00-7 (Neuauflage:  LIT Verlag Münster 1997, ISBN 3-8258-3505-7; auch als E-Book)
  - Variable Value Systems As Basis Of Interpersonal Relations (English translation: David Greve), E-Book (PDF-Datei), 2010
- Evangelische Kirche St. Nikolai Bad Wilsnack. Regensburg: Schnell und Steiner, 1994
- Sozialismus als Heilslehre, 1. Auflage 2000, Editions La Colombe, Bergisch Gladbach, ISBN 3-929351-10-2
- Tagebuch 1958 bis 1960. Mitteldeutscher Verlag, 2010, ISBN 978-3-89812-790-5
- Das Deutschlandlied, E-Book (PDF-Datei), 2010
- Mercedes, E-Book (PDF-Datei), 2010
- Die Rettung, E-Book (PDF-Datei), 2010
- Die verlorene Gerechtigkeit, E-Book (PDF-Datei), 2010
- Ein guter Tag, E-Book (PDF-Datei), 2010
- Bernstein, E-Book (PDF-Datei), 2010
- Das bittere Ende des Kollegen Hopke, E-Book (PDF-Datei), 2010
- Begegnung mit der Vergangenheit, E-Book (PDF-Datei), 2010
- Die Geschichte von Bodo, der Nitrolösung trank (Liedtext)